# Ulica 1905 goda (stanice metra v Moskvě)
Ulica 1905 goda (rusky Улица 1905 года) je stanice moskevského metra na Tagansko-Krasnopresněnské lince, nedaleko centra města. Stanice nese název po stejnojmenné ulici, pojmenované po událostech roku 1905, její projektový název však byl Zvenigorodskaja (rusky Звенигородская). Otevřena byla 30. prosince 1972, denně ji využije kolem 70 000 cestujících.
Stanice byla vybudována jako hloubená podzemní podle unifikované koncepce; stanice z 60. až 90. let v moskevském metru v oblastech, kde nebylo nutné budovat ražené úseky, se stavěly v otevřené jámě a aby byly sníženy stavební náklady, tak byly jejich návrhy standardizovány. Ostrovní nástupiště je podpíráno dvěma řadami sloupů, obložených mramorem v načervenalých tónech. Původně se zde mělo sloupů nacházet celkem 40, později bych jejich počet snížen ale na 26. Stěny za nástupištěm pak tvoří bílý a šedý mramor, v horní části stěn jsou umístěny čísla 1905 podle názvu stanice.

## Výstupy
Ulica 1905 goda má dohromady dva výstupy, každý z nich má vlastní vestibul. Západní se nachází pod ulicí roku 1905, je podzemní, velmi mělce založený. Východní pak je povrchový, kruhového půdorysu. Nachází se v něm památník roku 1905 a je vyzdoben mozaikami s tématem revolučních událostí.